# Loosenbrunnen
Der Loosenbrunnen ist eine gefasste Quelle auf der Waldgemarkung des Ortsteils Gimmeldingen der Stadt Neustadt an der Weinstraße (Rheinland-Pfalz). Er ist als Naturdenkmal eingestuft und trägt die Listennummer ND-7316-190. Sein Wasser strebt als 800 m langer Bach vom Loosenbrunnen mit starkem Gefälle nach Nordosten ins Gimmeldinger Tal hinunter, wo der Mußbach, der mehr als 200 m tiefer vorbeifließt, es von rechts aufnimmt.

## Geographie
Der Brunnen liegt auf 458 m Höhe am recht steilen Nordosthang des 554 m hohen Weinbiets in der Haardt, die als östliches Randgebirge den Pfälzerwald zur Oberrheinischen Tiefebene hin abschließt.
Der vom Brunnen gespeiste Bach vom Loosenbrunnen bildet auf den unteren 500 m seiner Laufstrecke eine doppelte Grenze: Er trennt nicht nur die Waldgemarkungen von Deidesheim im Nordwesten und von Gimmeldingen im Südosten, sondern zugleich auch den Landkreis Bad Dürkheim und die Stadt Neustadt.
Auf der Sohle des Gimmeldinger Tals unterquert der Bach vom Loosenbrunnen wenige Meter vor seiner Mündung in den Mußbach die Fahrstraße, die als inzwischen zurückgestufte Kreisstraße 15 vom Silbertal kommt und ab der Kreisgrenze als K 13 nach Gimmeldingen weitergeführt wird. Gegenüber der Mündung liegt auf 224 m Höhe das Alte Jagdhaus Looganlage, eine Waldgaststätte mit Biergarten.

## Technik
Das Quellwasser ergießt sich in ein kleines Becken aus Sandsteinplatten, das vor einer aus dem gleichen Material gemauerten Brunnenkammer liegt. Diese ist in den Berghang hineingebaut, misst gut 2 m in der Höhe und etwa 5 m in der Breite, eine Tür rechts vom Außenbecken ermöglicht den Zugang.

## Geschichte
Der Bach vom Loosenbrunnen war bis 1794 auch ein Teil der Grenze zwischen dem Hochstift Speyer, zu dem Deidesheim gehörte, und der Kurpfalz, welche die Herrschaft über Gimmeldingen ausübte. Im Bereich der Looganlage betrieb die Kurpfalz von 1715 bis 1794 eine Zollstation, zu deren Umgehung von Deidesheimer Seite der Eselsweg durch das Stabenbergmassiv geschaffen wurde.
Der Brunnen wurde als Trinkwasserquelle für die Gebäude auf dem Weinbietgipfel gefasst. Vom Brunnen aufwärts zum Gipfel führte ab 1952 eine etwa 400 m lange Wasserleitung, über die das Frisch- und Brauchwasser für die Waldgaststätte Weinbiethaus und die Wetterstation im Weinbietturm emporgepumpt wurde. Vor dem Jahr 1952 wurde das Wasser in Eimern über den Eselspfad auf den Gipfel transportiert. Am 18. November 1988 wurde die Wasserver- und -entsorgung von Neustadt her in Betrieb genommen; die Leitungen hierfür sind im Meisental verlegt.